# David Gladwell
David Gladwell, né en 1935 à Gloucester (Angleterre), est un monteur et réalisateur britannique.

## Filmographie

### Comme monteur
- 1968 : If... de Lindsay Anderson
- 1970 : Bombay Talkie de James Ivory (aussi acteur, rôle de Ashram Inmates)
- 1973 : Le Meilleur des mondes possible de Lindsay Anderson
- 1985 : 1919 de Hugh Brody
- 1989 : Le Carrefour des Innocents (Lost Angels) de Hugh Hudson
- 1994 : A Man You Don't Meet Every Day d'Angela Pope

### Comme réalisateur
- 1970 : Aberdeen by Seaside and Deeside
- 1981 : Memoirs of a Survivor (Mémoires d'un survivant)